# Iván Salazar
Iván Ernesto Salazar Aleizon, noto semplicemente come Iván Salazar (Nueva Palmira, 28 gennaio 1998), è un calciatore uruguaiano, centrocampista dell'Huracán.

## Caratteristiche tecniche
È un esterno sinistro.

## Carriera
Cresciuto nel settore giovanile del Plaza Colonia, ha debuttato in prima squadra il 27 ottobre 2018 disputando l'incontro di Segunda División Profesional perso 4-1 contro la Juventud.